# Regiobahn Bitterfeld Berlin
Die Regiobahn Bitterfeld Berlin GmbH (RBB) ist ein Eisenbahninfrastruktur- und Eisenbahnverkehrsunternehmen mit Betriebsstandorten in den Bundesländern Berlin, Sachsen-Anhalt (Hauptsitz: Bitterfeld) und Sachsen. Sie ist als Tochterunternehmen der Captrain Deutschland GmbH am 1. Januar 2005 aus dem Zusammenschluss der damaligen Connex-Güterverkehrsgesellschaften Rail Cargo Berlin GmbH (RCB) und Regiobahn Bitterfeld GmbH entstanden.

## Geschichte
Durch den Zusammenschluss von drei ehemaligen Werksbahnen im Raum Bitterfeld/Delitzsch/Wolfen entstand am 1. Juli 1995 ein 193 Kilometer langes Netz von Güterbahnen. Im Jahr 2002 betrug die Streckenlänge noch 70 Kilometer, wovon 25 Kilometer dem öffentlichen Verkehr dienen. 2021 standen 38 Kilometer Eisenbahninfrastruktur des öffentlichen Verkehrs als Serviceeinrichtung zur Verfügung. Das Unternehmen besitzt mehrere Diesel-Triebfahrzeuge und bezeichnet sich auf seinem Webauftritt als „Spezialist für Werksbahnlogistik“. Zudem werden Ausbildungen im Bereich der Wagentechnik und von Eisenbahn-Betriebsbediensteten angeboten.
Ende Juni 2020 übernahm die RBB den Werksbahnverkehr im Volkswagenwerk Zwickau-Mosel, wofür zusätzlich vier neue Fahrzeuge und 19 Mitarbeiter benötigt wurden.
Mitte Juli 2024 gab Captrain Deutschland bekannt, dass die Hörseltalbahn GmbH auf die RBB verschmolzen wird, die auch die Geschäftsführung des vergrößerten Unternehmens wahrnimmt.